# Milo O'Shea
Milo Donal O'Shea, född 2 juni 1926 i Dublin, död 2 april 2013 på Manhattan, New York, var en irländsk/amerikansk skådespelare.

## Roller i urval
- 1963 – Nu tar vi taxin
- 1967 – Ulysses
- 1968 – Barbarella
- 1968 – Romeo och Julia
- 1971 – De dödsdömda
- 1973 – Thalias hämnare
- 1982 – Domslutet
- 1985 – Kairos röda ros
- 1989 – Hjärngänget
- 1991 – Mammas gosse
- 1992 – En charmig odåga
- 1993 – Dödlig mardröm
- 1998 – The Butcher Boy
- 1999 – Swing Vote
- 1999 – Oz (TV-serie) (3 avsnitt)
- 2003–2004 – Vita huset (TV-serie) (2 avsnitt)